# جوزيف روسو
جوزيف روسو هو سياسي كندي، ولد في 22 أكتوبر 1877 في كندا، وتوفي في 5 يونيو 1964. حزبياً، نشط في Independent Liberal ‏ والحزب الليبرالي الكندي. وقد انتخب عضو مجلس العموم الكندي.